# Baron Samedi

## Szombat Báró
Baron Samedi (angolul: Baron Saturday), más néven Baron Samdi, Bawon Samedi vagy Bawon Sanmdi, a haiti vudu egyik loa-ja. Ő a halottak loa-ja, Baron számos más megtestesülésével, Baron Cimetière, Baron La Croix és Baron Criminel loa-val együtt.
Ő a Guede loa család feje; testvérei Azagon Lacroix és Baron Piquant, valamint Maman Brigitte férje. Együtt a múlt, a történelem és az örökség őrzői.

## Ábrázolás

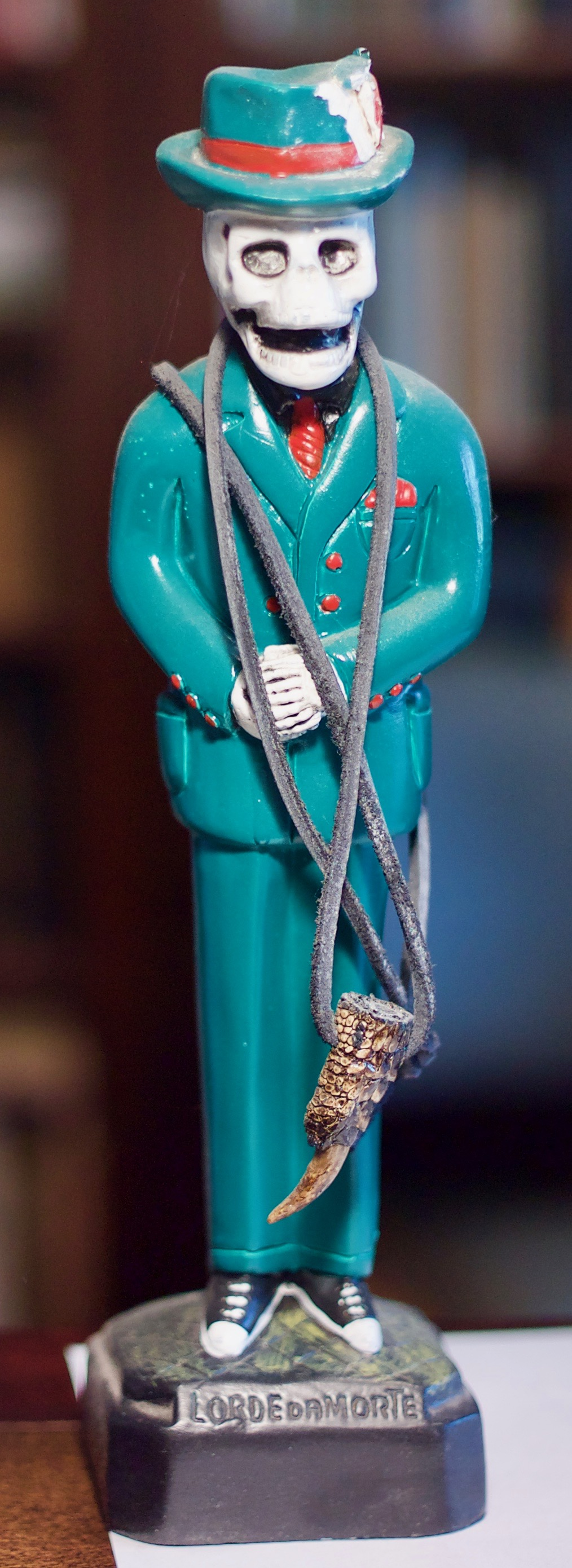
Baron Samedi figura

Szombat bárót általában cilinderrel, fekete frakkban, sötét szemüveggel és pamutdugóval az orrlyukakban ábrázolják, mintha egy haiti stílusban felöltöztetett és temetésre előkészített holttestre hasonlítana. Gyakran csontvázként ábrázolják (de néha fekete férfiként is, akinek csupán az arcát festették koponyának), és orrhangon beszél. Haiti egykori életfogytiglani elnöke, François Duvalier, akit Papa Doc néven ismertek, személyi kultuszát Samedi báróról mintázta; gyakran látták mély orrhangon beszélni és sötét szemüveget viselni.
Bomlasztásról, trágárságról, kicsapongásról, valamint a dohány és a rum iránti különös vonzalmáról ismerték. Emellett ő a feltámadás loa-ja, és ez utóbbi minőségében gyakran fordulnak hozzá gyógyulásért a haldoklók vagy a halálhoz közeledők, mivel csak a báró az, aki képes befogadni egy személyt a holtak birodalmába.
François Duvalier-hez való kötődése miatt Szombat Báró kapcsolatban áll a haiti kormány titkos társaságaival, és a saját birodalmába vonja őket.
Szombat báró ideje nagy részét a vudu-szellemek láthatatlan birodalmában tölti. Hírhedt felháborító viselkedéséről, folyamatosan káromkodik és mocskos vicceket mesél a többi szellemnek. Felesége egy másik erős szellem, Maman Brigitte aki gyakran üldözi a halandó nőket. Imád dohányozni és inni, és sűrűn látni szivarral  a szájában vagy egy pohár rummal a csontos ujjaiban. Szombat báró általában a halál és az élők világa közötti kereszteződésben található. Ha valaki meghal, megássa a sírját, és miután eltemették, üdvözli a lelkét, és az alvilágba vezeti.

## Kapcsolat más loákkal
Szombat Báró a Gede vezetője, ami a mágiához, az ősök imádatához és a halálhoz különösen kötődő loák családja. Ezek a kisebb szellemek úgy öltöznek, mint a báró, és ugyanolyan durvák és nyersek, de közel sem olyan bájosak, mint a mesterük. Segítenek a halottakat az alvilágba vezetni.

## Tevékenységek
A vudu hívők körében Szombat báró a halottak ura, valamint az életet adó szellem. Bármilyen betegségből vagy sebből képes meggyógyítani a halandókat, amennyiben úgy gondolja, hogy érdemes. Hatalma különösen nagy, ha a vudu átkokról és a fekete mágiáról van szó. Még ha valakit olyan átok sújt is, amely a halál szélére sodorja, akkor sem hal meg, ha a báró nem hajlandó megásni a sírját. Amíg a Báró nem engedi őket a földbe, addig biztonságban vannak.
Sok haiti temetőben a leghosszabb ideig álló férfisírt Szombat báró sírjaként jelölik meg. A temetőben egy keresztet (a koa Bawon, azaz "báró keresztje") helyeznek el egy útkereszteződésben, hogy jelképezze azt a pontot, ahol a halandó és a szellemi világ keresztezi egymást. Gyakran egy fekete cilinder kerül a kereszt tetejére.
Ő gondoskodik arról is, hogy minden holttest egyesüljön a földdel, ezáltal megakadályozva, hogy bármelyik lélek zombiként visszatérjen. Hogy mit követel cserébe, az a hangulatától függ. Néha megelégszik azzal, ha követői fekete, fehér vagy lila ruhát viselnek, vagy szent tárgyakat használnak, előfordulhat, hogy egyszerűen csak egy kis ajándékot kér, szivarokat, rumot, feketekávét, grillezett mogyorót vagy kenyeret. Néha azonban a Bárónak szüksége van egy vudu szertartásra, hogy segítsen neki átlépni ebbe a világba[idézés szükséges].